# Глібовка — Сімферополь — Севастополь
Глібовка – Сімферополь – Севастополь – перший газопровід, споруджений у Криму. Наразі обслуговує підземне сховище газу та офшорні родовища.
Газифікація Криму почалась у 1966 році за рахунок розробки розташованого на півострові Тарханкут Глібовського газового родовища. Для видачі його продукції тоді ж запустили газопровід до Сімферополя довжиною 75 км, виконаний в діаметрі 500 мм та розрахований на робочий тиск 5,4 МПа. На трасі споруди облаштували перехід довжиною 380 метрів через озеро Донузлав. По газопроводу також міг постачатись ресурс із введеного в експлуатацію у 1968-му Задорненського газового родовища, яке знаходилось менш ніж за два десятки кілометрів на схід від Глібовського.
У 1968-му газопровід продовжили за рахунок ділянки Сімферополь – Севастополь, яка мала довжину 57 км при такому саме діаметрі 500 мм та робочому тиску 5,4 МПа. На її трасі облаштували переходи через річки Альма, Бельбек, Чорна і Кача.
Від ділянки Глібовка – Сімферополь наявні відводи до міст Євпаторія та Саки, а від трубопроводу до Севастополя отримує живлення газопровід Бахчисарай – Ялта – Алушта.
Запаси зазначених вище родовищ були доволі швидко вичерпані, проте трубопровід від Глібовки на Сімферополь продовжували завантажувати за рахунок надходжень від офшорних розробок, для подачі продукції яких призначався введений в дію у першій половині 1980-х газопровід Берег – Глібовка. Крім того, у зимовий період на Сімферополь транспортувався ресурс із підземного сховища газу, створеного в 1993-му на базі виснаженого Глібовського родовища. Враховуючи, що до Сімферополя для подальшого транспортування на Севастополь також надходило блакитне паливо із газопроводу Херсон – Сімферополь, вирішили підсилити напрямок на Севастополь за рахунок другої нитки, призначеної саме для перекачування ресурсу, отриманого з напрямку Глібовки. Як наслідок, ця нитка бере початок у Передовому, за два десятки кілометрів на північний на захід від Сімферополя. Введений в дію у 1997 – 1999 роках відтинок Передове – Севастополь має довжину 66 км, з яких 12 км виконані в діаметрі 500 мм і 54 км в діаметрі 400 мм. Її робочий тиск становить все ті ж 5,4 МПа.  
У 2005 – 2012 роках перші 56 км відтинку Глібовка – Сімферополь підсилили лупінгом діаметром 500 мм.  
Можливо також відзначити, що після анексії Криму Росією до Севастополя вивели третю нитку – завершальну ділянку газопроводу Краснодарський край – Крим.